# Ulrich Wille junior
Ulrich Sigmund Robert Georges Wille (* 12. Oktober 1877 in Thun; † 14. Februar 1959 in Meilen) war ein Schweizer Offizier.

## Karriere und Politik
Wille studierte Jurisprudenz und promovierte in diesem Fach. Danach schlug er eine Militärkarriere ein und wurde zunächst Instruktionsoffizier der Schweizer Armee. Wille war der Sohn des im Ersten Weltkrieg in der Schweiz ernannten Generals Ulrich Wille und galt wie sein Vater während des Kriegs als deutschfreundlich. Wille junior hatte mit der Idee gespielt, die von seinem eigenen Vater kommandierte Armee zu verlassen, um den kaiserlichen Truppen zu dienen. Ab 1931 war er Waffenchef der Infanterie und ab 1933 Oberstkorpskommandant. 
Bereits kurz nach dem Weltkrieg nahm er Kontakt zu Adolf Hitler auf und lud Hitler und Rudolf Heß im August 1923 zu einem Vortrag in die der Familie Wille gehörende Villa Schönberg nach Zürich ein. Dabei soll es Hitler gelungen sein, von Industriellen und Privatpersonen einen sehr grossen Geldbetrag an Spenden zu organisieren, die der Finanzierung des zwei Monate später durchgeführten Hitler-Putsches in München zuflossen.
Zu Beginn des Zweiten Weltkrieges galt Wille als Gegenspieler von General Henri Guisan, dem Oberbefehlshaber der Schweizer Armee. Auch damals galt er noch als deutschfreundlich und Sympathisant des Nationalsozialismus. 1942 entliess Guisan Wille aus der Armee. Im folgenden Jahr hielt der Chef des SS-Hauptamts Wille für zu alt für politische Führungsaufgaben im Dienste des nationalsozialistischen Deutschland in der Schweiz.

## Familie

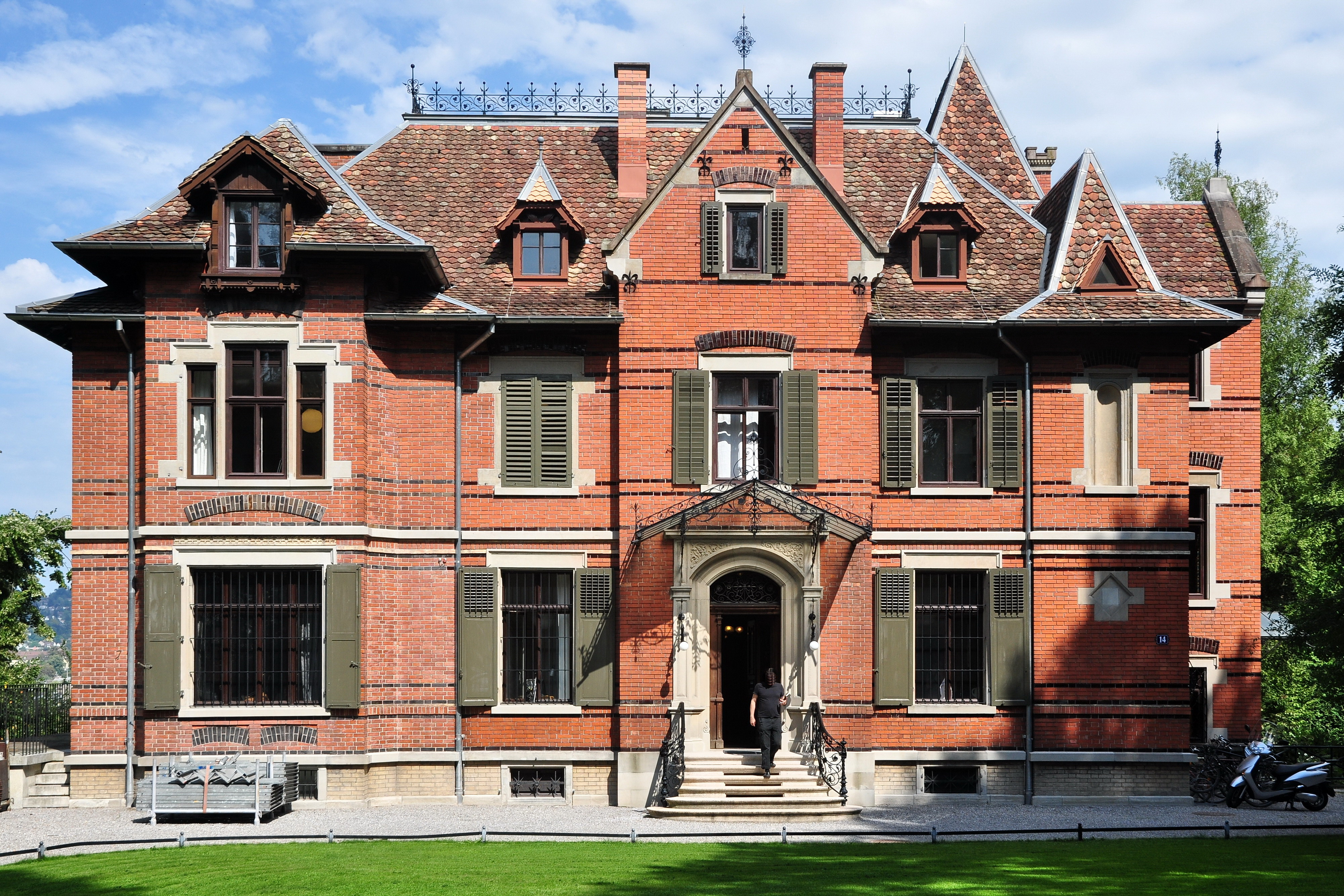
Villa Schönberg, bis 1945 Familiensitz

Ulrich Wille juniors Grosseltern waren väterlicherseits die Schriftstellerin Eliza Wille geb. Sloman und der Journalist François Wille sowie mütterlicherseits der Militärangehörige und Diplomat Friedrich Wilhelm von Bismarck und Amalie Julie Thibaut. Seine Eltern waren der Offizier Ulrich Wille und Clara Gräfin von Bismarck. Die Pferdesportlerin und Amateur-Fotografin Renée Schwarzenbach-Wille war Willes Schwester und ihre Tochter, die Schriftstellerin, Fotografin und Weltenbummlerin Annemarie Schwarzenbach, war seine Nichte. Wille war zweimal verheiratet, zunächst mit Inez Rieter (1879–1941) und später mit Klara Bachmann. Seine Tochter Jutta (1905–1985) heiratete 1934 den evangelischen Theologen Friedrich von Bodelschwingh und seine Tochter Gundalena (1908–2000) heiratete 1937 den deutschen Physiker Carl Friedrich von Weizsäcker.
Das Ehepaar Wille bewohnte die Villa Schönberg auf dem Zürcher Rietberg. Richard Wagner hatte hier kurzzeitig gewohnt. In der benachbarten Villa Wesendonck war 1912 Kaiser Wilhelm II. Gast von Willes Schwiegermutter gewesen.
Das Archiv der Familie Wille ist seit 2025 in der Zentralbibliothek Zürich der historischen Forschung zugänglich.

## Mitgründer der Pro Juventute
Im November 1912 war Wille an der Gründung der Organisation Pro Juventute (lat. «Für die Jugend») beteiligt. Er war Präsident der Stiftungskommission und Vizepräsident des Stiftungsrats, diese Ämter bekleidete er bis zu seinem Tod.